# Medal of Honor: Above and Beyond
Medal of Honor: Above and Beyond is een aankomende first-person shooter in de Medal of Honor serie. In tegenstelling tot de eerdere spellen in de serie is deze video game in virtual reality. Het spel wordt ontwikkeld door Respawn Entertainment en uitgegeven door Electronic Arts (EA).
Het spel werd aangekondigd tijdens Oculus Connect 6 op 25 september 2019. De datum voor uitgave was gepland voor de zomer van 2020, wat later werd uitgesteld tot 11 december.

## Gameplay
Above and Beyond speelt zich af in Frankrijk tijdens het hoogtepunt van de Tweede Wereldoorlog. Het spel zal zowel een singleplayer verhaallijn hebben, als multiplayer gevechten.

## Ontwikkeling
Voordat Respawn Entertainment benaderd werd door Oculus voor een VR spel, waren ze in gesprek met EA voor de productie van een nieuw spel in de series. Met de steun van Oculus kwam het project van de grond en ging het in productie.